# Copa Venezuela Femenina de Fútbol
La Copa Venezuela Femenina es un torneo futbolístico por eliminación directa que se disputa anualmente entre los clubes venezolanos profesionales y no profesionales (se excluyen los equipos filiales). La organiza la Federación Venezolana de Fútbol, y el actual campeón es Hermanos Páez, tras vencer en la final al Deportivo Táchira. Los equipos con más títulos son ULA y Hermanos Páez con un campeonato.

## Historia
Inicia con la asamblea de equipos participantes en el 2023 con equipos de la Primera División Femenina de Venezuela y resto de Venezuela.

## Historial
| Edición                 | Campeón                 | Resultado               | Subcampeón              | Sede final                                      |
| Copa Venezuela Femenina | Copa Venezuela Femenina | Copa Venezuela Femenina | Copa Venezuela Femenina | Copa Venezuela Femenina                         |
| ----------------------- | ----------------------- | ----------------------- | ----------------------- | ----------------------------------------------- |
| 2023                    | ULA (1)                 | 5 - 1                   | Hermanos Páez           | Centro Nacional de Alto Rendimiento, San Felipe |
| 2024                    | Hermanos Páez (1)       | 0 - 0 (4 - 1 pen.)      | Deportivo Táchira       | Centro Nacional de Alto Rendimiento, San Felipe |

## Palmarés
| Club              | Campeón | Subcampeón | Años campeón | Años subcampeón |
| ----------------- | ------- | ---------- | ------------ | --------------- |
| ULA               | 1       | 0          | 2023         | -               |
| Hermanos Páez     | 1       | 1          | 2024         | 2023            |
| Deportivo Táchira | -       | 1          | -            | 2024            |